# Jüdisches Museum Griechenlands

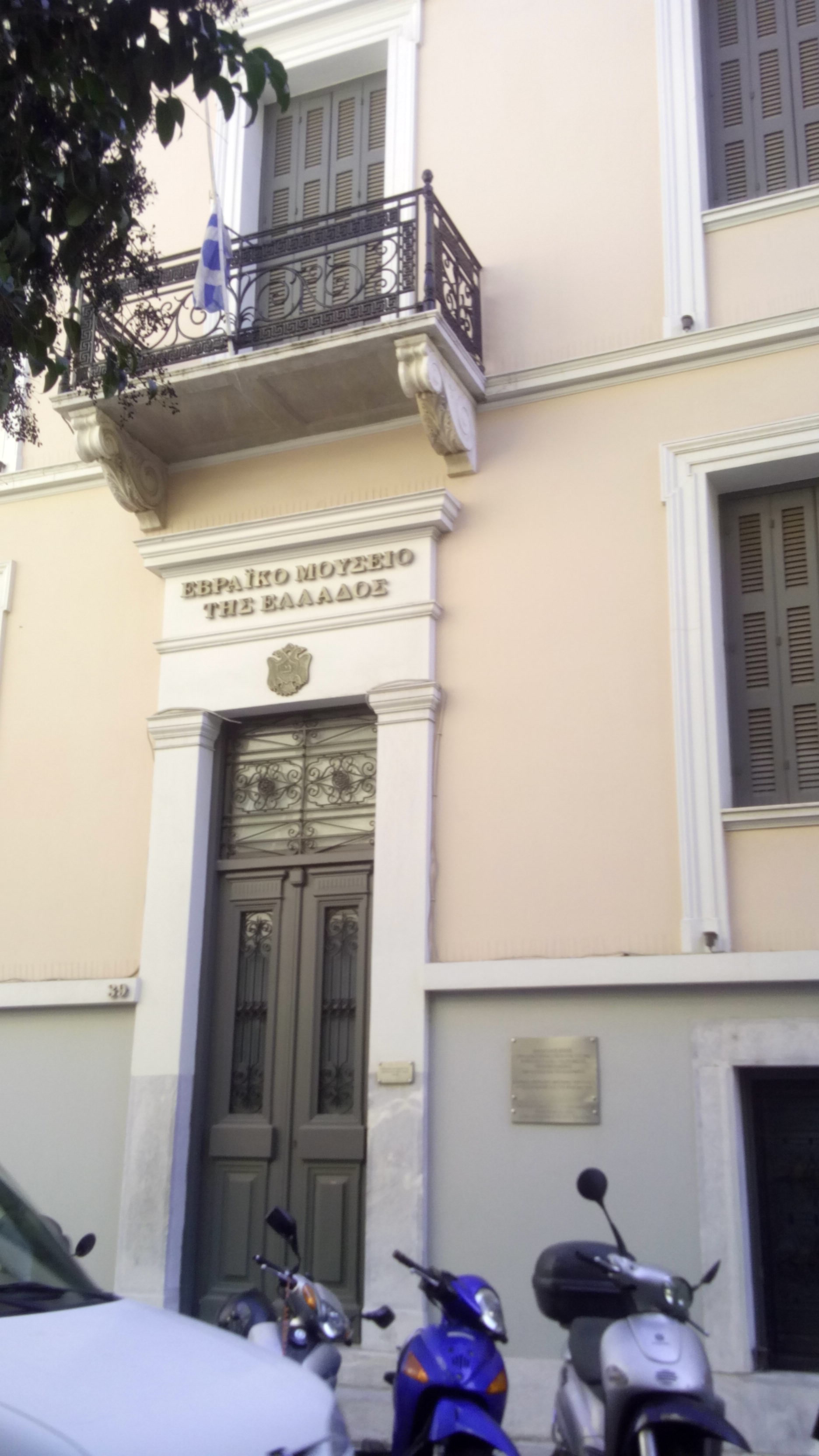
Jüdisches Museum in Athen

Das Jüdische Museum Griechenlands (griechisch Εβραϊκό Μουσείο της Ελλάδος Evraiko Mousio tis Ellados) in Athen dokumentiert als eines von drei Museen (neben dem Jüdischen Museum Thessaloniki und dem kleinen Jüdischen Museum Rhodos) die Geschichte des Judentums in Griechenland. Obwohl schon seit der Antike Juden in Griechenland leben, liegt der Schwerpunkt der Exponate in der Neuzeit.

## Geschichte
In den 1970er Jahren unterstützte die Jüdische Gemeinde Athen die Gründung eines Museums, welches schließlich 1977 in einem Anbau einer Synagoge realisiert wurde. Die Exponate waren hauptsächlich persönliche Artefakte sowie Schmuck, der während der bulgarischen Besetzung des griechischen Thrakiens (Westthrakien) konfisziert worden und von der kommunistischen Führung in Bulgarien zurückgegeben worden war. Die Association of Friends of the Jewish Museum of Greece wurde 1981 gegründet und bestand aus den Jüdischen Gemeinden von Athen und Thessaloniki. 1984 erfolgte aus Platzgründen ein Umzug in gemietete Räume und 1997 wurde mit Hilfe des Kulturministeriums ein neues Gebäude erworben und für das Museum umgebaut. Die Sammlung wächst seit 2000 um etwa 250–300 Exponate im Jahr.

## Ausstellung

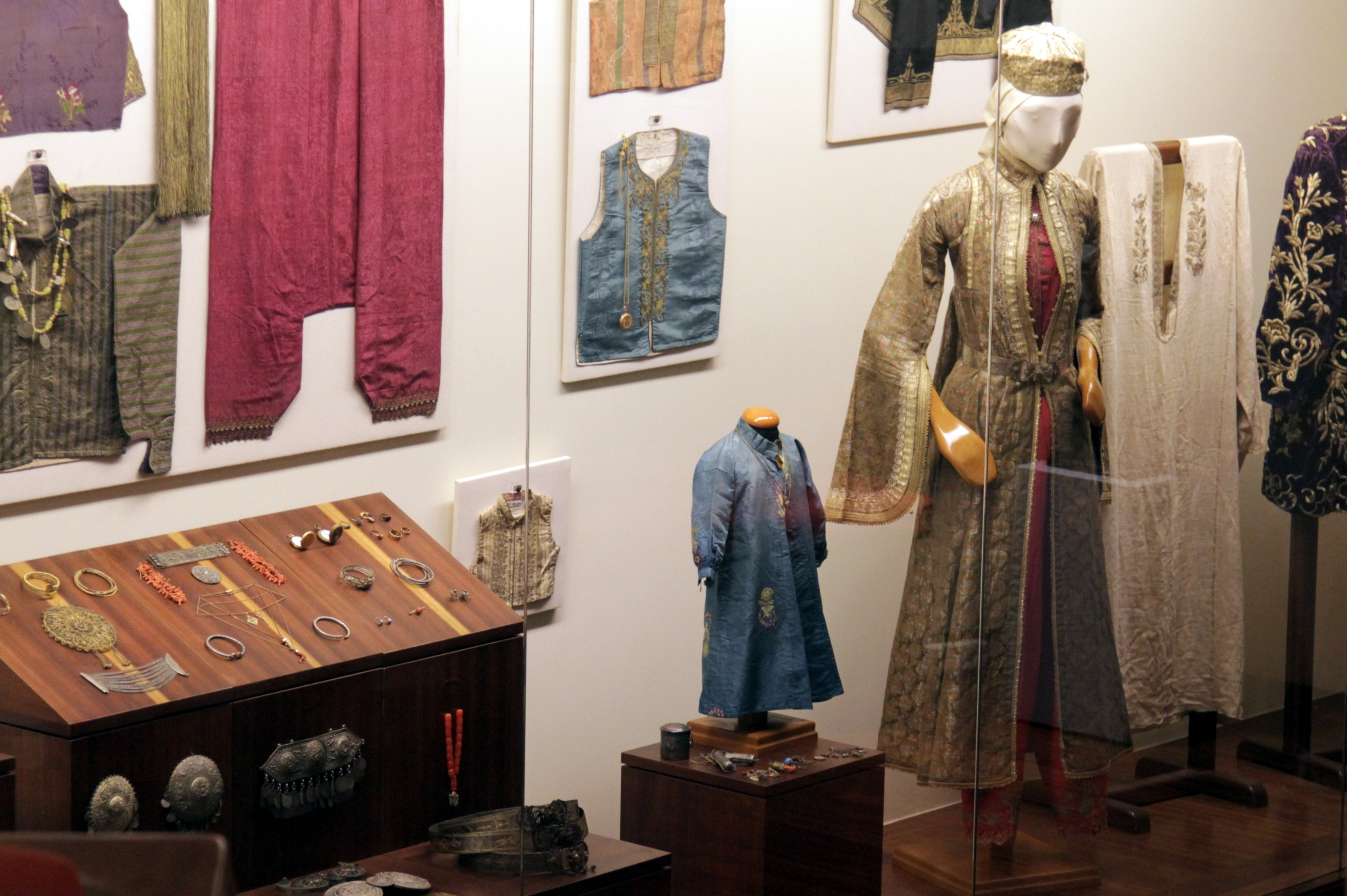
Ausstellung

Im Jahr 1984 wurde die jüdische Gemeinde in Patras wegen Mangel an Mitgliedern aufgelöst. Teile der Synagogeneinrichtung wurden im Museum wieder aufgebaut. Weitere sakrale Gegenstände stammen aus den Synagogen von Rhodos, Ioannina und der Gegend um Thessalien. Thematisch dokumentiert wird etwa die Unterstützung des griechischen Befreiungskampfes, der Holocaust und das jüdische Leben in der Gegenwart. Die Objekte sind hierbei Alltagsgegenstände, Kunstwerke und Schriften. Auf 800 m² werden etwa 8000 Objekte gezeigt.

## Sonstiges
Das Gebäude befindet sich in der Odos Nikis 39 im Zentrum Athens. Es liegt unweit des Syntagma-Platzes. An jüdischen und christlichen Feiertagen ist es geschlossen.
Neben der Ausstellung ist im Museum auch ein Fotoarchiv, eine Bibliothek und ein Labor zur Konservierung und Restaurierung untergebracht.